# س. باركر كرويل
س. باركر كرويل (بالإنجليزية: C. Parker Crowell)‏ هو مهندس معماري أمريكي، ولد في 1876، وتوفي في 1959.